# NASD OTC Securities Exchange
Die NASD OTC Securities Exchange ist eine registrierte alternative Wertpapierbörse in Lagos, Nigeria, die eine Plattform für den Handel mit Wertpapieren bietet, die nicht an der nigerianischen Börse notiert sind. Die NASD OTC Securities Exchange wird von der Securities and Exchange Commission (SEC) reguliert und ist von der Financial Services Regulatory Authority (FSRA) lizenziert.
Im März 2025 waren 42 Unternehmen an der Börse gelistet.

## Geschichte
Das Unternehmen wurde am 1. Juni 1998  gegründet als privates Unternehmen. 2013 fand eine Umwandlung in eine öffentlich gelistete firmierung statt. Das Unternehmen bietet seither jegliche Finanzdienstleistungen wie Crowdfunding, private Markttransaktionen, Finanzinformationen/-daten und eine Kapitalbeschaffung für beide private und öffentliche Unternehmen. Die Aktien des Unternehmens werden derzeit selbst an der NDAS OTC Exchange gehandelt.

## Mitgliedschaften
NASD OTC Securities Exchange ist Mitglied der African Securities Exchanges Association (ASEA), der Lagos Chamber of Commerce (LCC) und der Association of Securities Exchanges of Nigeria (ASEN).